# Coup d'œil
Coup d'œil（法語發音：[ku dœj]）是一個來源自法語的軍事術語，類似於中文中的一瞥。在軍事意義上，Coup d'œil指的是能一眼看出軍事形勢與地形優劣的戰術能力。卡尔·冯·克劳塞维茨在其的著作戰爭論中提到：
總而言之，這是指揮官的妙招，他能夠以簡單的方式看待事物，以自身的能力辨識戰爭的全局，這就是優秀將軍的本質。只有當思想以這種方式運作時，指揮官才能主宰事物，而不是被事件主宰

## 註腳
1. ↑  . Google Books.   [8 September 2022]. （原始内容存档于8 September 2022）.
2. ↑  Clausewitz (1989 edition) p. 578

## 另見
- Duggan, William. Napoleon's Glance: The Secret of Strategy. Nation's Books, 2004. ISBN 978-1-56025-602-1